# كول بوردرز 3
كول بوردرز 3 (بالإنجليزية: Cool Boarders 3)‏، هي لعبة فيديو أمريكية من نوع رياضة التزلج، وهي من تطوير ديك ناين، ونشرها سوني كمبيوتر إنترتنمنت، صدرت اللعبة في الأسواق بتاريخ 28 أكتوبر 1998، وهي الجزء الثالث من سلسلة كول بوردرز، وتعمل حصراً لمنصة بلاي ستيشن.